# Seinosuke Toda
Seinosuke Toda (n. en 1959, en japonés 戸田誠之助) es un informático teórico japonés que trabaja en la Universidad Nihon en Tokio, y que recibió en 1998 el Premio Gödel por haber demostrado el teorema que lleva su nombre: el Teorema de Toda.